# Adobe Express
Adobe Express, in precedenza conosciuto come Adobe Spark, è uno strumento di graphic design sviluppato da Adobe Inc.

## Storia
Fu lanciato nel 2015 come Adobe Post, un'applicazione per iOS. Nel 2016, Adobe Spark ha sostituito Adobe Post e nel 2021 l'applicazione è stata rilanciata come Adobe Express.
Adobe Express è stato progettato principalmente per scuole e organizzazioni no-profit. A partire da settembre 2023, ha permesso agli utenti di creare contenuti per branding come volantini e loghi, postare contenuti sui social media e modificare documenti PDF con l'aiuto della tecnologia dell'intelligenza artificiale (AI).

## Collaborazioni
Nell'ottobre 2022, Adobe ha annunciato una collaborazione con Wix per estendere le funzionalità di Adobe Express agli utenti stessi. Adobe ha anche collaborato con diverse organizzazioni e aziende, tra cui Etsy, Meta e Mastercard.
Nel maggio 2022, la cantante statunitense GAYLE ha lanciato una campagna in collaborazione con Adobe GAYLExAdobe che invita i fan a utilizzare e condividere modelli visivi creati con Adobe Express.
Nel maggio 2023, Google ha collaborato con Adobe per consentire agli utenti di Bard di generare immagini tramite Adobe Firefly e quindi modificarle utilizzando Express.